# 전국GAP연합회
전국GAP연합회는 GAP제도 및 GAP인증농산물의 생산․소비 확대를 위한 연구와 정보교류 및 협력 도모, GAP인증농산물의 생산․소비 확대를 통한 식품의 안전성 확보에 기여할 목적으로 2011년 11월 16일 설립 허가된 대한민국 농림수산식품부 소관의 사단법인이다. 사무실은 경상남도 진주시 진주대로 501, 경상대학교 식품공학과 식품위생학실 내에 있다.

## 연혁
- 2011년 8월 5일: 창립총회 및 창립 기념 심포지엄 개최[2]
- 2011년 11월 16일: 사단법인 설립 허가

## 임원
- 초대회장: 정덕화(경상대학교 교수)[3]

## 주요 사업
- GAP제도 연구·조사
- GAP제도 교육 및 기술 지도
- GAP인증농산물 시험·분석
- GAP관련단체간 기술 및 정보교류
- 기타 GAP관련 정부위탁사업 수행

## 같이 보기
- 농산물우수관리제도(GAP)